# D779 (Allier)
De D779 is een departementale weg in het Franse departement Allier. De weg loopt van Moulins via Diou naar Digoin.

## Geschiedenis
Oorspronkelijk was de D779 onderdeel van twee routes nationales, de N73 tussen Moulins en Chevagnes en de N488 tussen Chevagnes en Digoin. Tussen Dompierre-sur-Besbre en Diou liep de weg ook samen met de N480.
In 1973 werden deze wegen samengevoegd tot de N79, zodat het beginpunt van de N79 bij Moulins kwam te liggen in plaats van Nevers. In 1999 kreeg de N79 een nieuw tracé ten zuiden van Moulins verder naar Montmarault. De oude weg is toen omgenummerd tot D779.